# 康正 (佛師)
康正（1534年—1621年3月3日），日本戰國時代至江戶時代初期的佛師。七條佛所慶派第21代。初名左京，後來改名為民部卿。擔任大佛師大夫法印、東寺大佛師等，為當時著名佛師。父親是康秀。兒子有康猶。

## 生平
在天文3年（1534年）出生。永祿9年（1566年）4月，與康理一同修理東寺鎮守八幡宮武內宿禰像，在納入札上記下「大夫法眼康正」。另一方面，在『正親町天皇口宣案』（兵庫縣立歷史博物館藏（喜田文庫））中記載，在翌翌年的4月26日，升為法眼。以此兩年推算，被推測在永祿9年得到法眼敘任的沙汰，而口宣案發出的日期是在2年後。天正5年（1577年），成為東寺大佛師職。天正8年（1580年），成為法印（『正親町天皇口宣案』）。因為豐臣秀吉的命令，把七條佛所之地寄進時宗的金光寺，移至到四條烏丸。在53歲時，為了兒子康猶，東寺大佛師職和僧綱位敘任，康猶以14歲之齡得到大佛師職，並繼承流派。在元和7年1月10日（1621年3月3日）死去。享年87歲。

## 作品

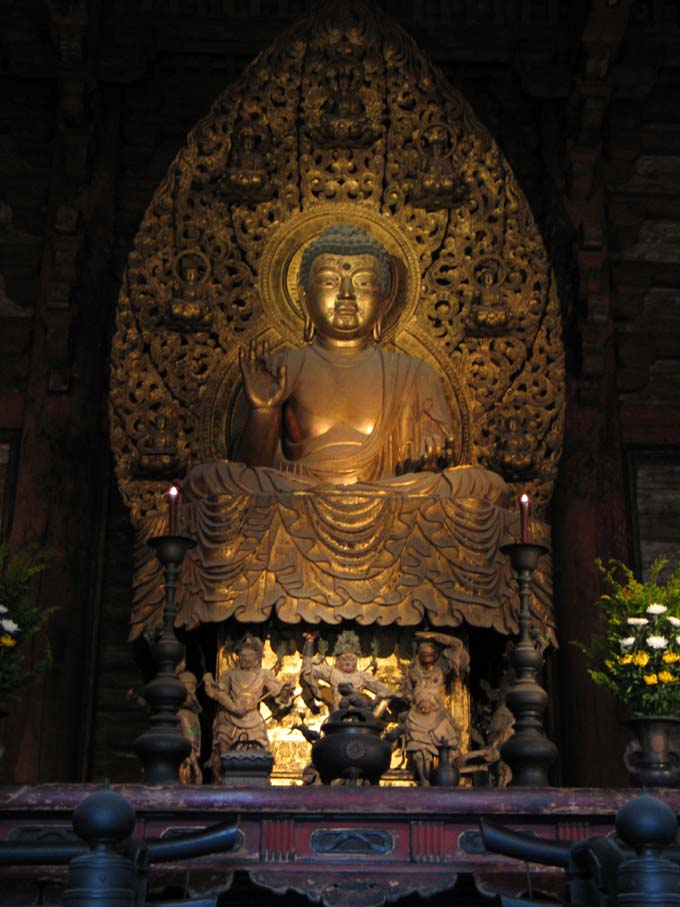
康正所作東寺金堂藥師如來像（藥師三尊之一）（在裳懸座下可見十二神將像的一部份）

- 「阿彌陀三尊立像」—淨國寺（大分縣國東市），元龜2年（1571年）
- 「藥師如來坐像」—醍醐寺（福知山市），元龜2年（1571年）
- 「四佛坐像」—高野山金剛峯寺大塔，慶長3年（1598年）5月
- 「阿彌陀三尊像」—妙法院龍華藏，慶長3年（1598年）7月，原本是禁裏八講的本尊
- 「藥師三尊像」「十二神將像」—東寺金堂，慶長8年（1603年）